# Knockmoy Abbey
Knockmoy Abbey (irisch Mainistir Chnoc Muaidhe; Collis victoriae) ist eine ehemalige Abtei der Zisterzienser im Dorf Abbeyknockmoy im County Galway in Irland. Sie liegt in einem offenen Tal etwa 11,0 km südöstlich von Tuam, nahe Knockroe, dem Ort einer Schlacht zwischen Iren und Normannen im Jahr 1189, die Cathal O’Connor (1153–1224) der letzte irische König von Connaught gewann. Die Abbey ist ein „National Monument“.

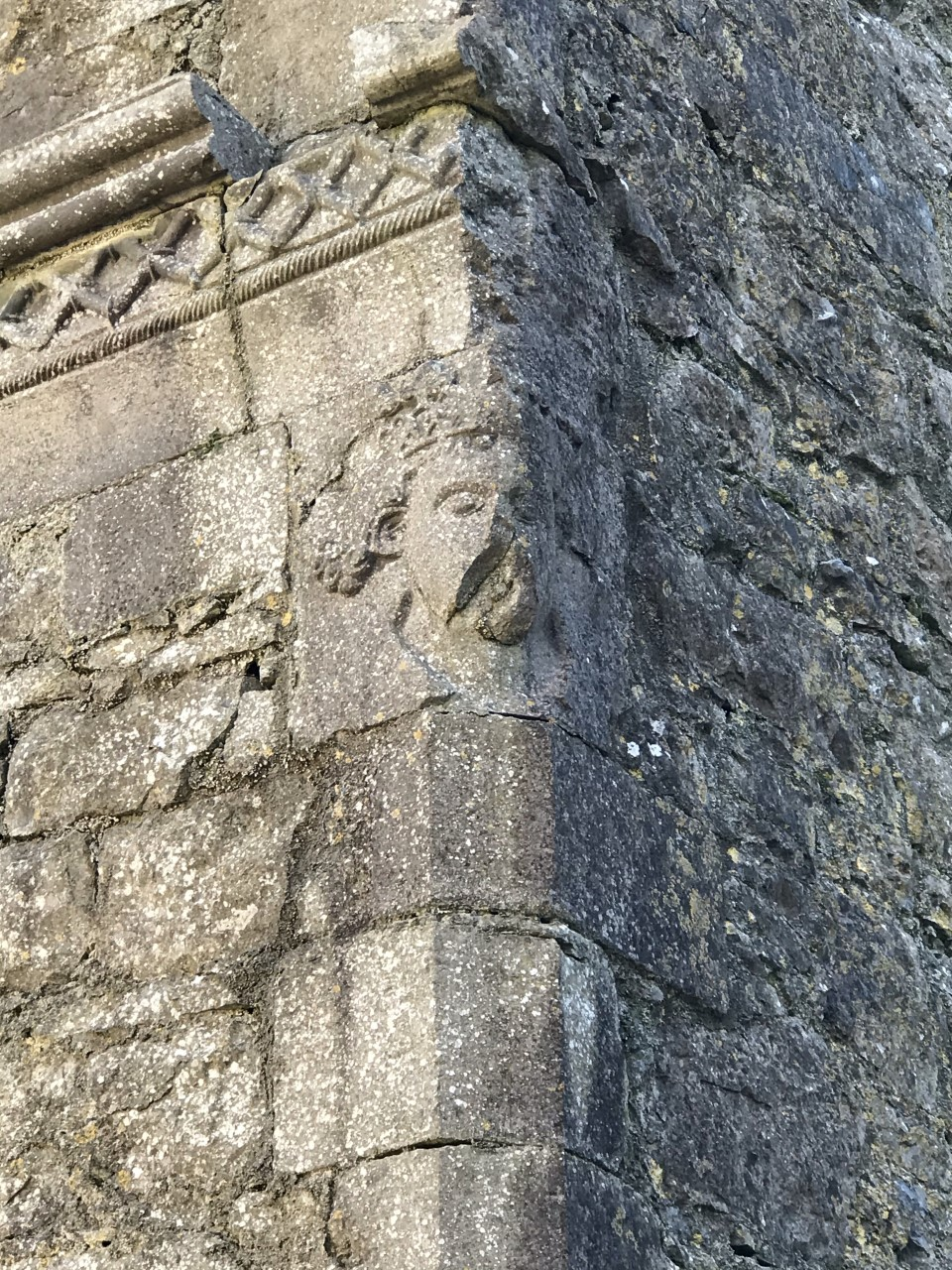
Vermutetes Portrait Cathal O’Connors an der Knockmoy Abbey

## Geschichte
Das Kloster wurde 1190 vom König von Connacht gestiftet und gehörte als Tochterkloster von Boyle Abbey der Filiation der Primarabtei Clairvaux an. Der Stifter Cathal O’Connor starb 1224 in der Abtei. Wohl noch im Jahre 1224 ging von Knockmoy die Gründung von Clare Island Abbey aus.
Knockmoy diente der Familie O’Connor einige Zeit als Mausoleum. Das Kloster gehörte niemals zu den reichen Abteien. Im Spätmittelalter kam es unter die Kontrolle der Familie O’Kelly, von der u. a. Malachy O’Kelly 1401 im Kloster bestattet wurde. Der Kommendatarabt Hugh O’Kelly übergab 1542 die Abtei an König Heinrich VIII. und erhielt sie dafür als Lehen auf Lebenszeit. Nach der Auflösung soll im Kloster eine Art „säkularisiertes Mönchtum“ bestanden haben.

## Bauten und Anlage
Große Teile der kreuzförmigen Kirche und der Klausurgebäude sind erhalten, wenn sie auch Schaden durch den Kiesabbau in der Umgebung erlitten haben. An der Nordwand der Kirche befinden sich die Wandmalerei der drei toten und der drei lebenden Könige, mit der Untertitelung: We have been as you are, you shall be as we are. Die drei toten Könige, auch bekannt unter dem lateinischen Titel „De Tribus Regibus Mortuis“ oder als „Die drei lebenden und die drei Toten“, sind ein mittelenglisches Gedicht aus dem 15. Jahrhundert. Es wird in der Handschrift MS Douce 302 gefunden und seine Urheberschaft wird manchmal dem Shropshire-Priester, John Audelay (gest. 1426) von Haughmond Abbey zugeschrieben. Das Thema der „Drei Lebenden und die Drei Toten“ ist eine relativ häufige Form des Memento Mori der mittelalterlichen Kunst. Ein „Dit des trois morts und des trois vifs“ von Baudoin de Condé (get. 1280) wurde bis ins Jahr 1280 zurückverfolgt. Das Bild kommt auch als Wandmalerei in der Kirche Saint-Germain von La Ferté-Loupière vor.